# محدودیت عمودی
محدودیت عمودی (به انگلیسی: Vertical Limit) فیلمی آمریکایی در ژانر بقا دلهره‌آور به کارگردانی مارتین کمبل است که در سال ۲۰۰۰  به نمایش درآمد. در این فیلم بازیگرانی همچون کریس اودانل، بیل پکستون، رابین تونی، اسکات گلن، ایزابلا اسکروپو، تمورا موریسون، استوارت ویلسون، نیکلاس لی، الکساندر صدیق، دیوید هایمن، بن مندلسون و روشن ست ایفای نقش کرده‌اند.

## خلاصه داستان
«الیوت وون» (پاکستن)، میلیاردری علاقه‌مند به کوه‌نوردی، «آنی گارت» (تانی) را به خدمت می‌گیرد تا هم راه هم قلهٔ «کی ۲» در هیمالایا را فتح کنند. در میانهٔ صعود با تغییرات آب و هوایی، «آنی» و «الیوت» و گروه‌شان غافل گیر و در غاری اسیر می‌شوند. «پیتر» (اودانل)، برادر «آنی» که در همان منطقه عکس برداری می‌کرده، از ماجرا آگاه می‌شود و به سرعت گروهی را برای نجات آنان گرد می‌آورد…